# حرکت شب (فیلم ۱۹۷۵)
حرکت شب (انگلیسی: Night Moves) یک فیلم معمایی و نئو نوآر به کارگردانی آرتور پن محصول سال ۱۹۷۵ آمریکا است. جین هکمن و سوزان کلارک در این فیلم به ایفای نقش پرداختند.

## داستان
«هری موزبی»(جین هکمن) بازیکن اسبق فوتبال و کارآگاه خصوصی فعلی، توسط یک بازیگر زن که همسر یکی از بزرگان هالیوود است استخدام می‌شود تا دختر گمشده اش را پیدا کند. او برای پیدا کردن دختر به فلوریدا سفر می‌کند اما…

## جوایز
جین هکمن برای ان نقش نامزد جایزه بفتای بهترین بازیگر نقش اول مرد شد.

## بازخورد
راجر ایبرت منتقد مشهور سینما این فیلم را در لیست فیلم‌های شاهکار قرار داد.